# Хезболах
Хезболах (арап. حزب الله, Ḥizbu 'llāh — „Алахова/Божја странка”) либанска је шиитска исламистичка политичка странка и милитантна група. Групом руководи генерални секретар, а на том положају од 2024. је Хашим Сафи ел Дин. Паравојно крило Хезболаха је Савјет џихада, а политичко крило је Лојалност блоку отпора у Парламенту Либана. Оружана снага се сматра еквивалентном армији средње величине.
Хезболах су основали либански клерици, првенство ради борбе против Израела током инвазије на Либан 1982. године. Усвојили су модел који је поставио ајатолах Рухолах Хомеини након Иранске револуције 1979, а оснивачи странке су одабрали име „Хезболах” по Хомеинијевом избору. Од тада су развијене блиске везе између Ирана и Хезболаха. Организације је успостављена уз подршку 1500 инструктора Корпуса Чувара Исламске револуције (КЧИР) и окупила је разне либанске шиитске групе у јединствену организацију, како би се одупрли израелској окупацији јужног Либана. Током грађанског рата у Либији, у Хезболаховом манифесту из 1985. наведени су циљеви, као што су протјеривање „Американаца, Француза и њихових савезника у потпуности из Либана, стављајући тачку на било који колонијалистички субјект на нашој земљи”. Хезболах се такође сукобио са Армијом Јужног Либана (АЈБ) и Израелским одбрамбеним снагама (ИОС) у сукобу у Јужном Либану 1985—2000, а поново се сукобио са ИОС у Либанском рату 2006. године. Током рата у Босни и Херцеговини 1992—1995, Хезболах је организовао добровољце за Армију Републике Босне и Херцеговине.
Од 1990. Хезболах учествује у либанској политици, у процесу који се описује као либанизација Хезболаха, а касније је био део либанске владе и дио политичких савеза. Након либанских протеста и сукоба 2006—2008, образована је влада националног јединства 2008. са Хезболахом и његовим опозиционим савезницима који су добили 11 од 30 мјеста у влади, што је било довољно да стекне право вета. У августу 2008, нова либанска влада је једногласно одобрила нацрт изјаве о политици којом се признаје постојање Хезболаха као оружане организације и гарантује његово право да „ослободи или поврати окупиране земље” (као што су Шебине фарме). Хезболах је дио либанске Осмомартовске коалиције, којој је супарничка Четрнаестомартовска коалиција. Има снажну подршку међу либанским шиитским муслиманима, док се сунити не слажу са његовом агендом. Такође, Хезболах ужива подршку у неким хришћанским подручјима Либана. Од 2012, Хезболах је учествовао у грађанском рату у Сирији на страни сиријске владе против сиријске опозиције, који је Хезболах описао као ционистичку творевину и „вахабијско-ционистичку завјеру” да би се уништио њихов савез са Башаром ел Асадом против Израела. Од 2013. до 2015, Хезболах је распоредио своју милицију у Сирији и Ираку у сврху борбе или обуке мјесних милиција за борбу против Исламске Државе. На општим изборима у Либану 2022, Хезболахово политичко крило је освојило 15 мандата, а Осмомартовска коалиција је освојила 61 од 128 мандата у Парламенту Либана.

### Резолуције УН које се односе на Хезболах
- „SECURITY COUNCIL DECLARES SUPPORT FOR FREE, FAIR PRESIDENTIAL ELECTION IN LEBANON; CALLS FOR WITHDRAWAL OF FOREIGN FORCES THERE | Meetings Coverage and Press Releases”. press.un.org. Приступљено 5. 6. 2024.
- „Lebanon: close Security Council vote backs free elections, urges foreign troop pullout | UN News”. news.un.org (на језику: енглески). 2. 9. 2004. Приступљено 5. 6. 2024.

### Остале везе
- Levitt, Matthew (25. 5. 2005). „Hezbollah: Financing Terror through Criminal Enterprise | The Washington Institute”. washingtoninstitute.org (на језику: енглески). Приступљено 5. 6. 2024.
- Ben Jelloun, Mohamed (15—21. 2. 2007). „Hizbullah's two republics”. weekly.ahram.org.eg. Al-Ahram Weekly. Архивирано из оригинала 18. 10. 2014. г. Приступљено 5. 6. 2024.
- „Lebanon - Party of God”. pbs.org. FRONTLINE/WORLD. јун 2003. Приступљено 5. 6. 2024.
- „Hezbollah, the 'Party of God'”. Ynetnews (на језику: енглески). 31. 7. 2006. Приступљено 5. 6. 2024.